# NSC-68
NSC-68  (rapport no 68 du Conseil de sécurité nationale) est un document d'orientation top secret de 58 pages émanant du Conseil de sécurité nationale des États-Unis présenté à Harry S. Truman le 7 avril 1950. C'est l'un des documents les plus importants de la politique américaine pendant la guerre froide.  Il a largement façonné la politique étrangère des États-Unis pendant les vingt années suivantes et fit de l'« Endiguement » (en anglais containment) une priorité dans la lutte contre l'expansion mondiale du communisme.
La stratégie exposée dans la note a vraisemblablement contribué à l'effondrement de l'Union soviétique et le triomphe d'un  « nouvel ordre mondial » centré sur les valeurs du libéralisme et du capitalisme. Truman a approuvé officiellement le NSC-68 le 30 septembre 1950. Le document a été déclassifié en 1975.

## Contexte historique
La première bombe atomique soviétique est testée avec succès le 29 août 1949. En octobre Mao Zedong triomphe de la guerre civile chinoise, succès qui renforce le bloc communiste. Truman charge alors le Département d'État de faire le point sur les évènements de l'automne 1949. La Commission chargée de l'étude est présidée par Paul Nitze, successeur de Kennan au Policy Planning Staff. Le rapport est rédigé en avril 1950. Il conclut que l'URSS consolidait fortement ses moyens militaires et que ceux-ci pourraient être utilisés pour intimider les alliés des États-Unis afin de progresser par infiltration. En conséquence, l'objectif ne devait plus être seulement de contenir, mais bien de réduire l'influence de l'URSS. Pour cela il était nécessaire d'augmenter considérablement les moyens militaires. Truman n'approuve pas immédiatement le document, mais face au déclenchement de la guerre de Corée il en adopte la stratégie. 